# Florida Crackers
Pour plus de détails, voir Fiche technique et Distribution.
Florida Crackers aussi connu sous le titre A Florida Feud: or, Love in the Everglades (en français : « Une querelle en Floride : ou l'amour dans les Everglades ») et parfois abrégé A Florida Feud est un film muet américain réalisé par Sidney Olcott, sorti en 1909.
C'est le premier film de la Kalem Company.

## Synopsis
Sue Guthrie et Ben Cordova sont amants, mais le père de Sue et celui de Ben sont ennemis. Malgré de violents échanges physiques entre les deux familles, les deux amoureux finissent par se marier.

## Fiche technique
- Titre original : A Florida Feud: or, Love in the Everglades
- Réalisateur : Sidney Olcott
- Scénariste : Gene Gauntier[1]
- Photographie : Ben Owens[1]
- Société de production : Kalem Company
- Pays de production :  États-Unis
- Lieu de tournage : Jacksonville (Floride)

## À noter
- Les Florida crackers désignaient les colons anglo-américains en Floride.